# وانگل
وانگل (به آلمانی: Wängle) یک شهر در اتریش است که در ناحیه رویت واقع شده‌است. وانگل ۹٫۳۴ کیلومتر مربع مساحت دارد ۸۸۲ متر بالاتر از سطح دریا واقع شده‌است.